# Klára Kalibová
Klára Kalibová (* 7. března 1981 Praha) je česká advokátka, zakladatelka a ředitelka společnosti In IUSTITIA.
Původně se věnovala zastupování obětí obchodu s lidmi a organizovaného zločinu a od roku 2009 pak obětem předsudečné trestné činnosti, včetně předsudečného násilí. Tématu předsudečné trestné činnosti se Klára Kalibová věnuje i v odborných publikacích. Školí policii i státní zástupce – má oprávnění školit policii a státní zástupce na téma trestných činů z nenávisti pro mezivládní organizaci OBSE v celém teritoriu její působnosti. Je členkou České kriminologické společnosti a členkou odborné rady International Network against Hate Studies.

## Ocenění
V roce 2014 obdržela Cenu Alice Garrigue Masarykové za poskytování právní pomoci obětem násilí z nenávisti. V roce 2021 byla nominována na cenu Flamma 2021. V roce 2023 získala ocenění Moje heroine od časopisu Heroine. V roce 2024 získala Kříž bezpečnosti státu.